# Lee Ho (Fußballspieler, 1986)
Lee Ho (kor. 이호; * 6. Januar 1986 in Gimpo) ist ein ehemaliger südkoreanischer Fußballspieler.

## Karriere
Lee Ho erlernte das Fußballspielen in der Universitätsmannschaft der Kyung-Hee-Universität in Seoul. Seinen ersten Vertrag unterschrieb er 2009 beim Gangwon FC. Das Fußballfranchise aus Gangwon-do spielte in der ersten Liga des Landes, der K League. 2010 wechselte er zum Ligakonkurrenten Daejeon Citizen nach Daejeon. 2013 bis 2014 spielte er beim Police FC in Asan. Zu den Spielern des Vereins zählen südkoreanische Profifußballer, die ihren zweijährigen Militärdienst ableisten. Port FC, ein Verein aus Thailand, nahm ihn die Saison 2015 unter Vertrag. Mit dem Bangkoker Verein spielte er in der ersten Liga des Landes, der Thai Premier League. Für Port absolvierte er 28 Spiele in der ersten Liga. Ende 2015 beendete er seine aktive Laufbahn als Fußballspieler.